# Samsung Galaxy J5 (2017)
Samsung Galaxy J5 2017 — Android смартфон, произведённый, выпущенный и продаваемый Samsung Electronics. Он был представлен и выпущен в июле 2017 года вместе с Samsung Galaxy J3 (2017). Он оснащён 64-битной системой на чипе (SoC), поддерживаемой 2 ГБ или 3 ГБ (в Pro версии) оперативной памяти LPDDR3. Он оснащён несъёмным аккумулятором ёмкостью 3000 мАч. Galaxy J5 (2017) является приёмником Samsung Galaxy J5 (2016).

## Спецификации

### Оборудование
Телефон работает на базе восьмиядерного процессора Exynos 7870 Octa с тактовой частотой 1,6 ГГц, Mali-T830 MP1 GPU и 2 ГБ RAM с 16 ГБ внутренней памяти и аккумулятором ёмкостью 3000 mAh. Другая версия телефона, Galaxy J5 Pro, была выпущена для малайзийского рынка с 3 ГБ оперативной памяти и 32 ГБ встроенного хранилища, а остальные характеристики остались прежними. Есть возможность расширить объём памяти до 256 ГБ с помощью карты MicroSD. Появление датчика отпечатков пальцев и Samsung Pay (в некоторых моделях) также стало первым в серии смартфонов J нижнего среднего ценового диапазона от Samsung. Galaxy J5 также оснащён двухдиапазонной сетью Wi-Fi 802.11 a/b/g/n/ac, которая позволяет ему подключаться к сетям 2,4 ГГц и 5 ГГц для быстрого доступа в интернет. Также впервые в серии J5 (не prime) используется металлическая конструкция, которая придаёт телефону ощущение премиальности.

### Дисплей

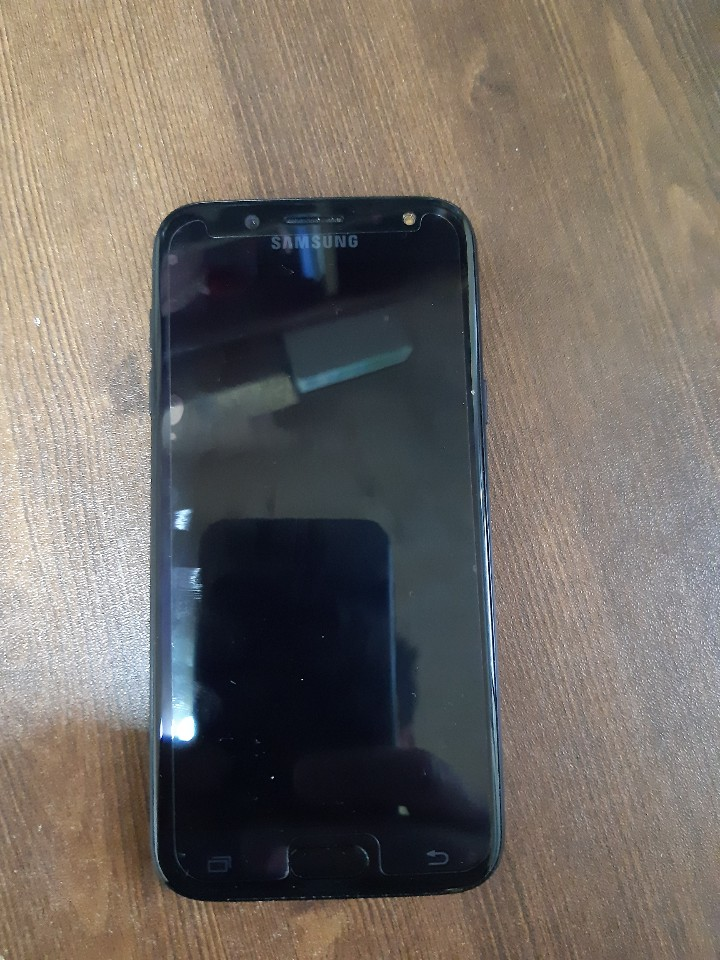
Модель чёрного цвета

Samsung Galaxy J5 (2017) оснащён SUPER AMOLED-дисплеем с разрешением 720x1280 (соотношение 16;9, плотность 282 PPI) и диагональю 5,2 (соотношение экрана к корпусу 71,5 %) дюйма.

### Камера
Galaxy J5 (2017) оснащён 13 мегапиксельная задней камерой со светодиодной вспышкой, апертурой f/1.7, автофокусом и 13 мегапиксельная фронтальной камерой с апертурой f/1.9, также оснащённой светодиодной вспышкой.

### Программное обеспечение
Этот телефон поставляется с Android 7.0. Он поддерживает 4G VoLTE с поддержкой двух SIM-карт. Он также поддерживает Samsung Knox. Ожидается, что наряду с другими телефонами, включая Samsung Galaxy S8, Note 8, A7 (2017), J7 (2017), J3 (2017), S7, S6 и Note 5, он получит Android 8.0 Oreo в 2018 году. По состоянию на август 2018 года, Android 8.1 Oreo доступен в Польше (для SM-J530F). Android 9 Pie с One UI 1.1 доступна по состоянию на сентябрь 2019 года..